# П'єтро Сантін
П'єтро Сантін (італ. Pietro Santin; 6 вересня 1933, Ровіньйо, Італія (нині — Ровінь, Хорватія) — 29 грудня 2017, Кава-де'-Тіррені, Італія) — італійський футболіст, що грав на позиції півзахисника. По завершенні ігрової кар'єри — тренер, працював з низкою італійських клубів, серед яких «Наполі», «Лечче», «Катанія» та «Беневенто».
Виступав, зокрема, за клуб «Салернітана».

## Ігрова кар'єра
Вихованець футбольної школи клубу «Кавезе». Дорослу футбольну кар'єру розпочав 1952 року в основній команді того ж клубу, в якій провів три сезони.
Згодом з 1955 по 1960 рік грав у складі команд клубів «Казертана», СПАЛ, «Федіт Рома» та «Тевере Рома».
Своєю грою за останню команду привернув увагу представників тренерського штабу клубу «Салернітана», до складу якого приєднався 1960 року. Відіграв за команду з Салерно наступні три сезони своєї ігрової кар'єри. Більшість часу, проведеного у складі «Салернітани», був основним гравцем команди.
Протягом 1963—1969 років захищав кольори клубів «Ночеріна» та «Савоя».
Завершив професійну ігрову кар'єру у клубі «Сессана», за команду якого виступав протягом 1969—1970 років.

## Кар'єра тренера
Розпочав тренерську кар'єру, ще продовжуючи грати на полі, 1965 року, очоливши тренерський штаб клубу «Ночеріна». 1972 року став головним тренером команди «Беневенто», тренував команду з Беневенто один рік.
Згодом протягом 1974—1976 років знову очолював тренерський штаб клубу «Беневенто». 1978 року прийняв пропозицію попрацювати у клубі «Лечче». Залишив клуб з Лечче 1979 року.
Протягом одного 1983 року був головним тренером команди «Наполі». 1984 року був запрошений керівництвом клубу «Болонья» очолити його команду, з якою пропрацював до 1985 року.
З 1985 і по 1986 рік очолював тренерський штаб команди «Катандзаро». 1986 року вдруге став головним тренером команди «Лечче», тренував клуб з Лечче один рік.
Згодом протягом 1987—1988 років очолював тренерський штаб клубу «Катанія».
2001 року прийняв пропозицію втретє попрацювати в клубі «Беневенто». Залишив команду з Беневенто 2002 року.
Протягом тренерської кар'єри також очолював команди клубів «Савоя», «Сессана», «Пальмезе», «Юве Стабія», «Соренто», «Тернана», «Кавезе», «Нола», «Баттіпальєзе», «Нардо», «Потенца», «Триказе» та «Паганезе».
Останнім місцем тренерської роботи був клуб «Латина», головним тренером команди якого П'єтро Сантін був з 2005 по 2006 рік.

## Титули і досягнення

### Як тренера
- Переможець Леги Про Пріма Дівізіоне: 1980—1981
- Переможець Серії D: 1971—1972